# C.S. Firenze
Câu lạc bộ Sportivo Firenze còn được gọi là CS Firenze hay đơn giản là Firenze, là một câu lạc bộ bóng đá Ý đến từ Florence, Tuscany, được thành lập vào năm 1903. Câu lạc bộ được chú ý nhất khi thi đấu trong các giải đấu đầu tiên của Giải vô địch bóng đá Ý (dưới hạng rất cao), trước năm 1926 trở thành một trong hai câu lạc bộ có trụ sở tại Florence sáp nhập để thành lập Fiorentina.